# Будівельна палата України
Будівельна палата України  — громадська організація, недержавна неприбуткова професійна самоврядна організація, торгово-промислова палата, яка об'єднує юридичних осіб, що створені та діють відповідно до законодавства України, та громадян України, зареєстрованих як підприємці, та їх об'єднання

## Історія
Будівельна палата України створена в листопаді 2005 року і зареєстрована в Міністерстві юстиції України 5 травня 2006 року. Біля витоків її створення стояв Поляченко Володимир Аврумович, Герой України (2003), Лауреат Державної премії України в галузі архітектури (2003).
Заслужений будівельник України (1992). Він був і першим президентом Будівельної палати України.
У квітні 2013 президентом Будівельної палати України обрано Шилюк Петро Степанович. З 2014 року депутат Київради від української партії «Єдність», заступник голови постійної комісії з питань містобудування, архітектури та землекористування. 
Мета створення Палати - сприяння розвитку будівельної та пов'язаних з нею галузей народного господарства, їх інтеграції у світову економіку, формуванню сучасної промислової, фінансової, торговельної інфраструктур, створенню сприятливих умов для підприємницької діяльності у сфері будівництва, всебічному розвитку будівельної індустрії, науково-технічних і торговельних зв'язків між будівельниками України та будівельниками інших країн.
Керівництво діяльністю Палати здійснюють відомі професіонали -  Герої України, Заслужені будівельники України Шилюк Петро Степанович - президент Будівельної палати, Омельченко Олександр Олександрович  і Петренко  Володимир Іванович — віцепрезиденти Будівельної палати, кавалери високих державних нагород, Заслужені будівельники України; Сташевський Станіслав Телісфорович — перший віцепрезидент Будівельної палати, Гиренко Тимофій Миколайович і Сабашук Петро Павлович — віцепрезиденти Будівельної палати та інші фахівці, що мають визнання і повагу серед будівельників України.
Віце-президент, Виконавчий директор Будівельної палати України — Дронь Анатолій Андрійович.

## Основні завдання
- Сприяння розробці та прийняття законодавчих актів, спрямованих на поліпшення умов господарювання в будівельному комплексі;
- Надання практичної допомоги членам Палати у провадженні ними підприємницької діяльності в галузі будівництва, виробництва будівельних матеріалів та пов'язаних з ними сфер діяльності;
- Представлення та захист законних інтересів членів Палати з питань господарської діяльності в Україні та за її межами;
- Сприяння організації взаємодії між суб'єктами будівельного ринку, координації їх взаємовідносин з державою та органами місцевого самоврядування;
- Сприяння розвитку торгових та інших відносин у галузі будівельної діяльності, участь у розробці правил професійної етики в умовах конкуренції на будівельному ринку України;
- Громадська експертиза якості товарів, робіт, проектів та менеджменту в будівельній галузі.